# Jambon
Pour les articles homonymes, voir Jambon (homonymie).
 (juin 2017).
Si vous disposez d'ouvrages ou d'articles de référence ou si vous connaissez des sites web de qualité traitant du thème abordé ici, merci de compléter l'article en donnant les références utiles à sa vérifiabilité et en les liant à la section « Notes et références ».
« Jambon cru » et « jambon sec » redirigent ici. Pour les autres significations, voir jambon cru du Valais et jambon sec des Ardennes.

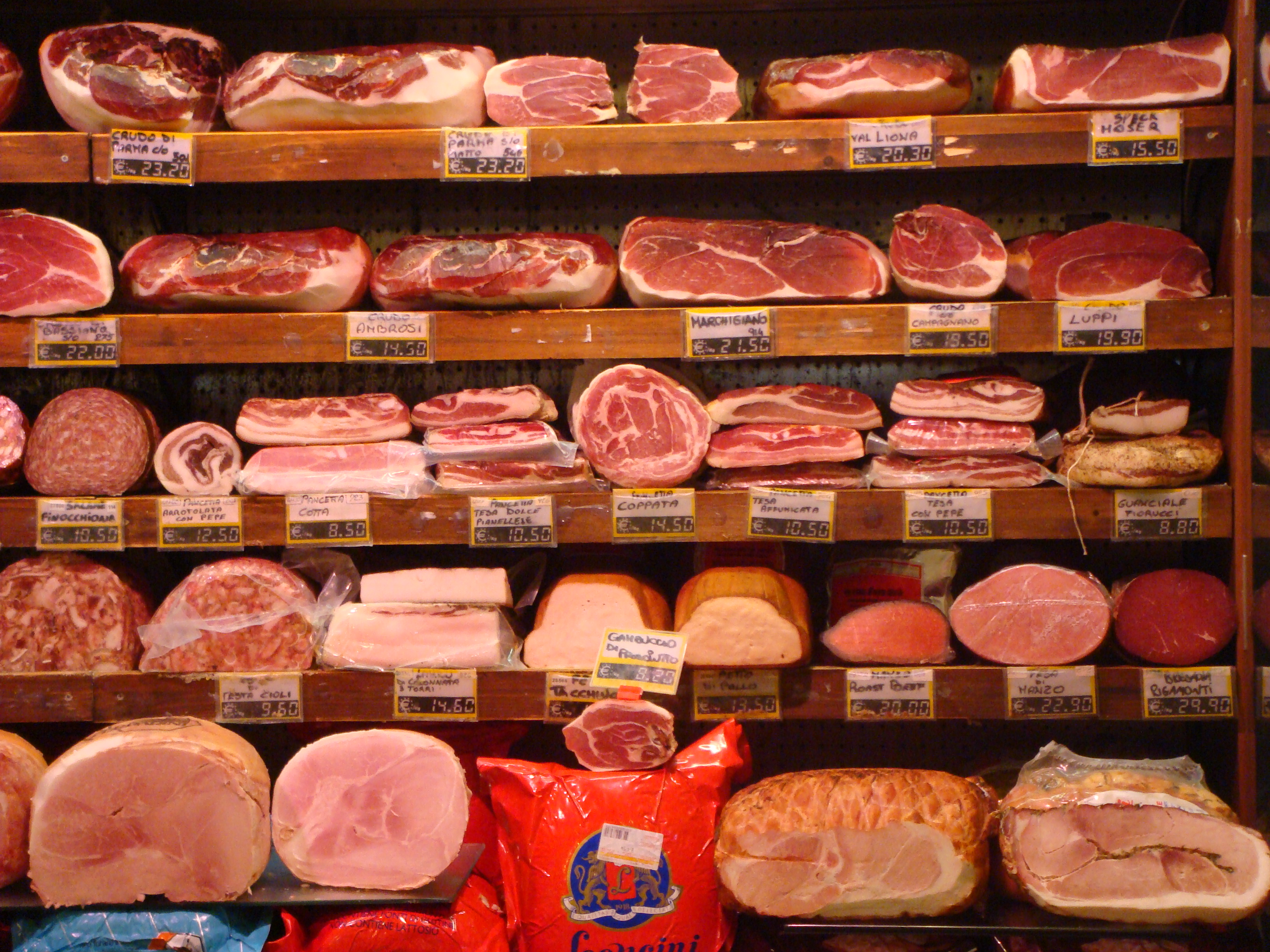
Étalage de multiples jambons dans une charcuterie italienne.

Le jambon est l'appellation charcutière désignant la cuisse ou l'épaule entière du cochon destinée à être préparée crue (après salaison, séchage et parfois fumage) ou cuite (rôtie, grillée, braisée ou, comme le jambon blanc, bouillie). 
Le plus souvent, c'est le porc qui est utilisé, mais il existe aussi des jambons de sanglier, ou de marcassin. Les versions végétales ont pour principaux ingrédients des légumineuses, tels que la protéine de pois ou de soja.
Entier ou en tranches, le jambon est une des principales spécialités de la charcuterie, où ses préparations alimentaires et même gastronomiques, sont multiples et variées.

## Histoire
L'origine du jambon est souvent attribuée aux Gaulois. Le jambon fut pendant longtemps un mets royal ou réservé aux occasions spéciales. Au Moyen Âge, où l'on était grand consommateur de porc, le jambon était associé aux fêtes de la Semaine sainte (où il est interdit de manger de la viande). À cette époque, on transportait le jambon à l'aide de fourches.

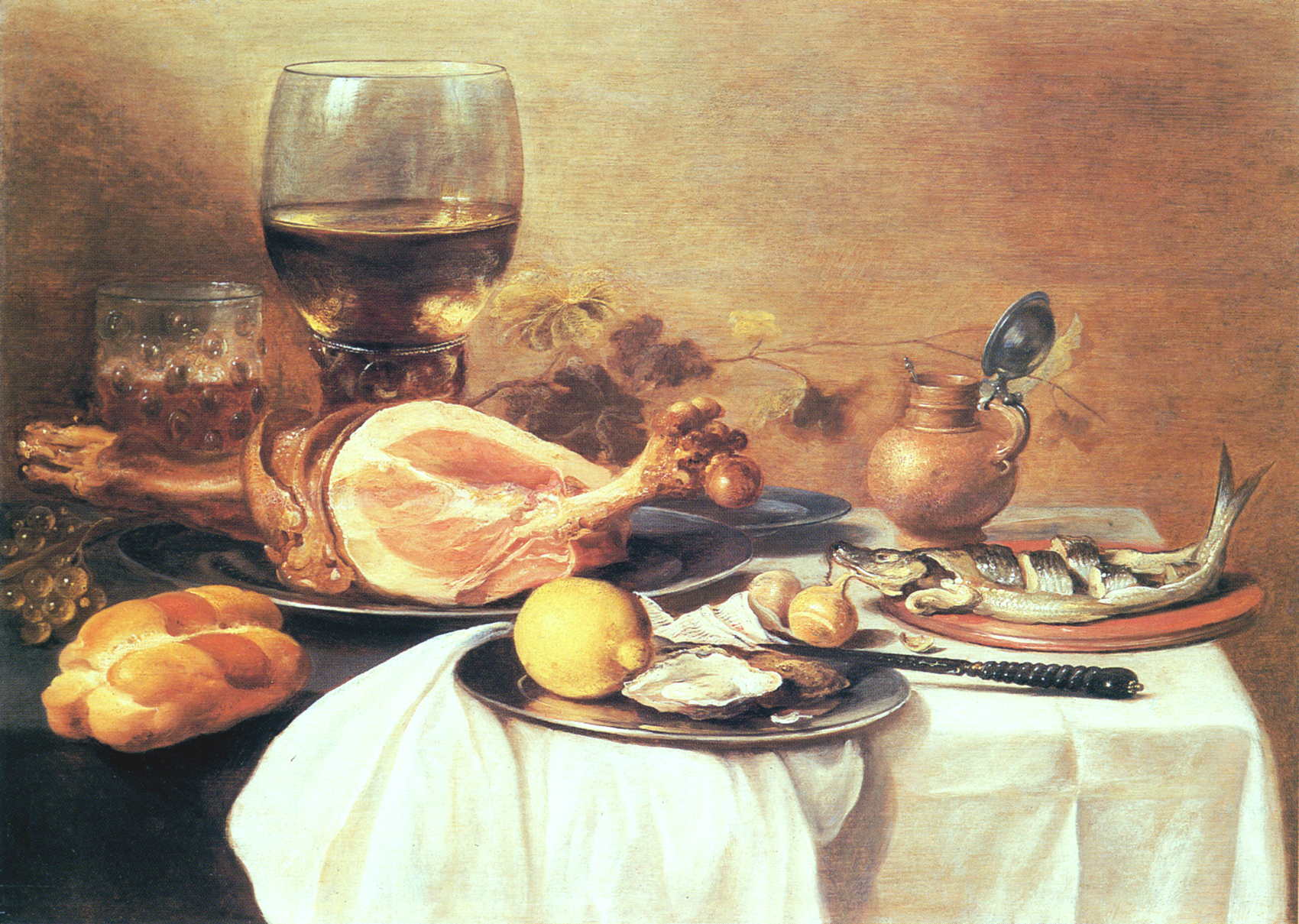
La table, Pieter Claesz (1645).
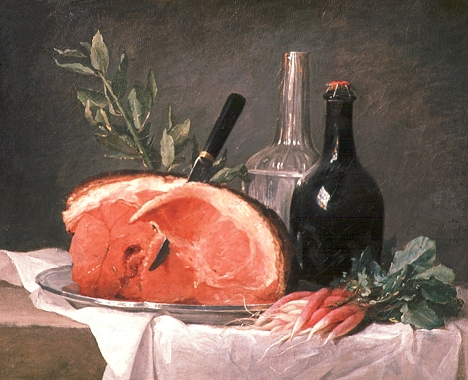
Nature morte au jambon, Anne Vallayer-Coster (1767).
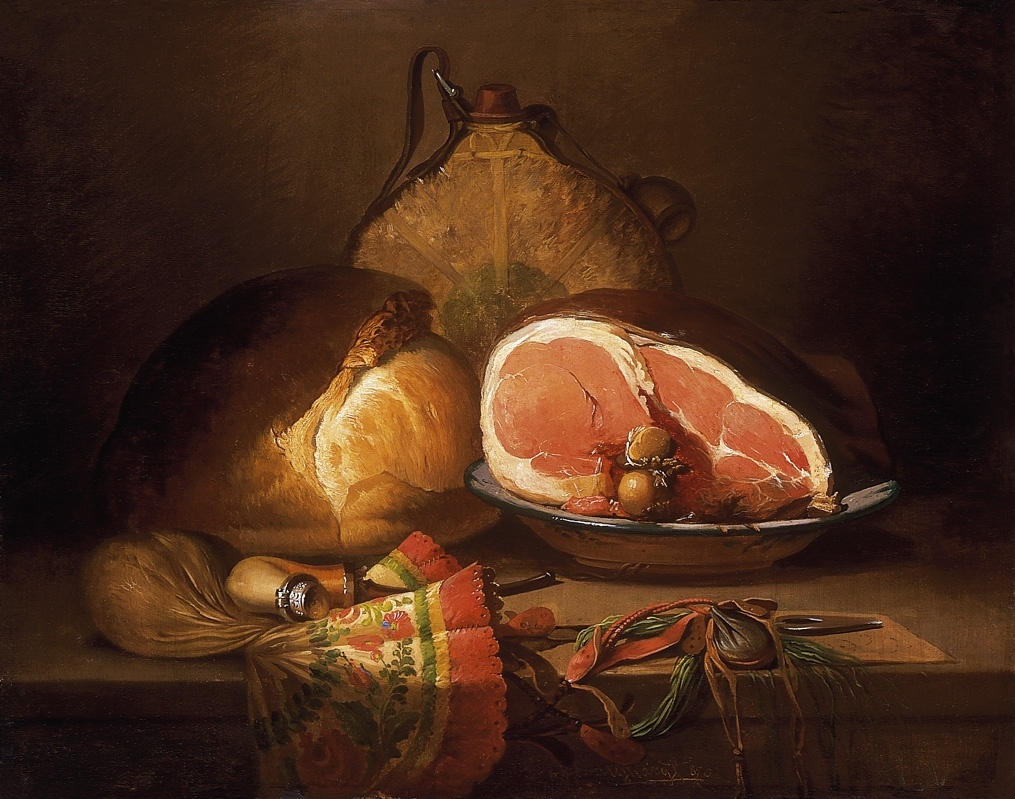
Nature morte au jambon, Újházy Ferenc (en) (1870).
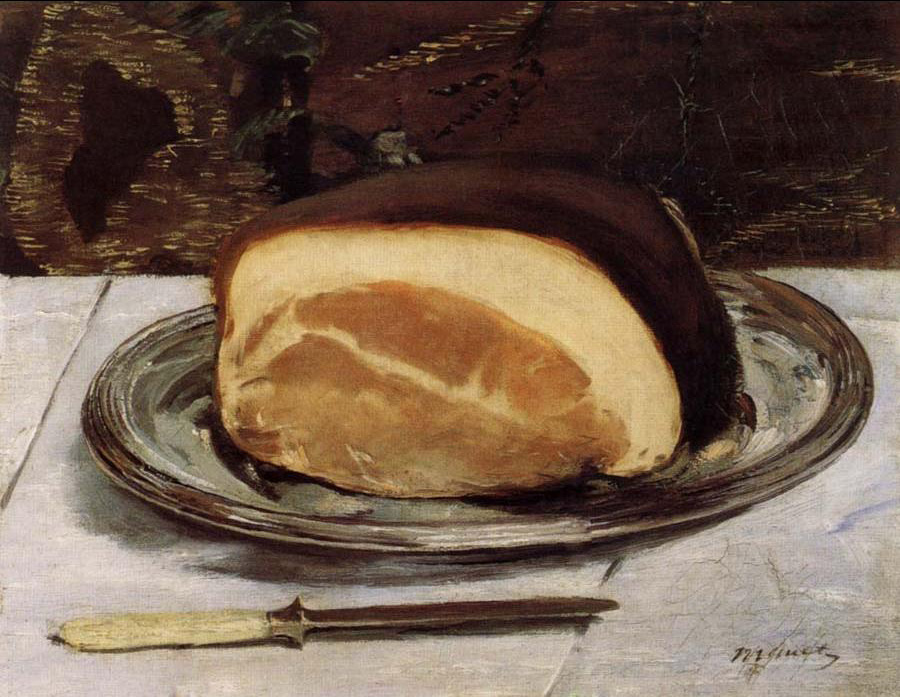
Le jambon, Édouard Manet (1875).
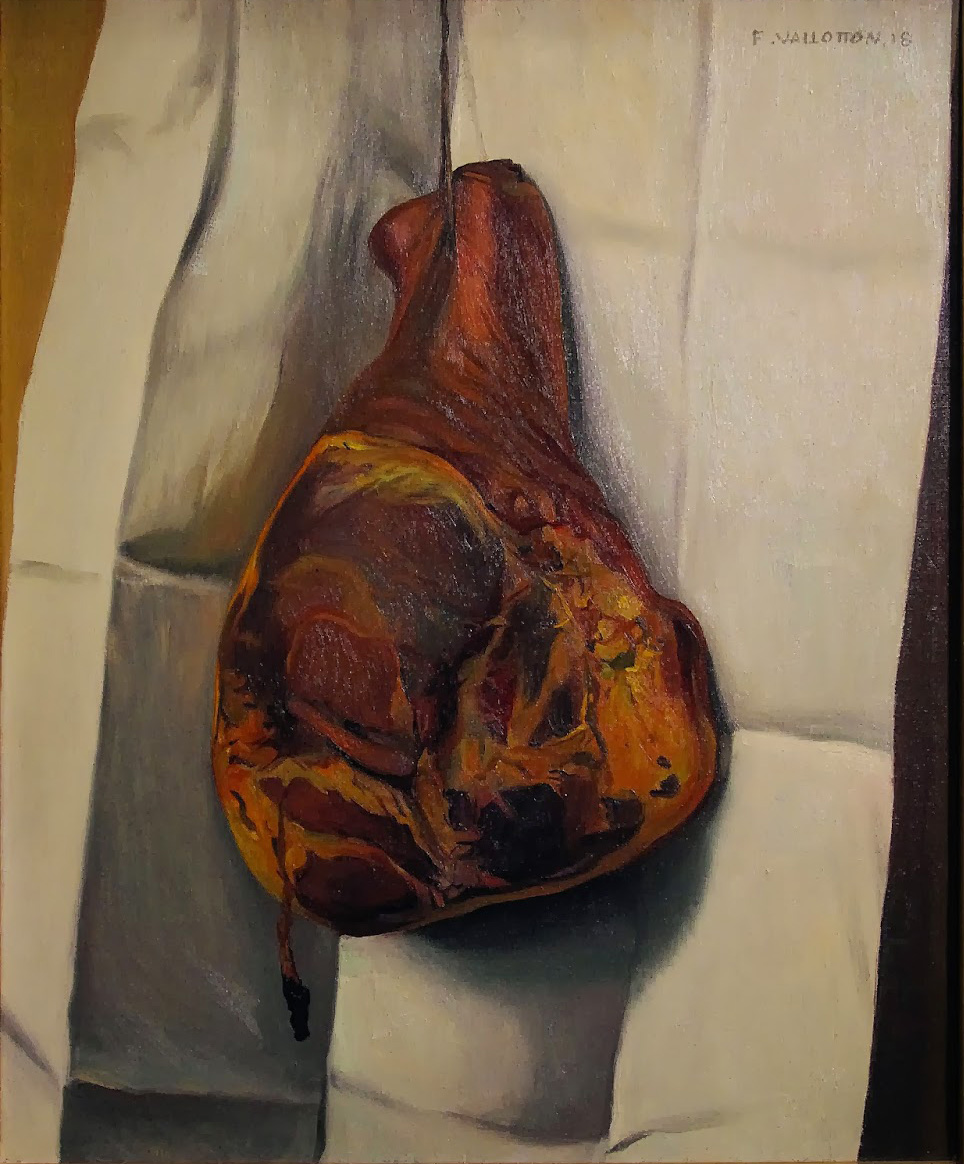
Le Jambon, Félix Vallotton (1918).

## Typologie

### Jambon sec

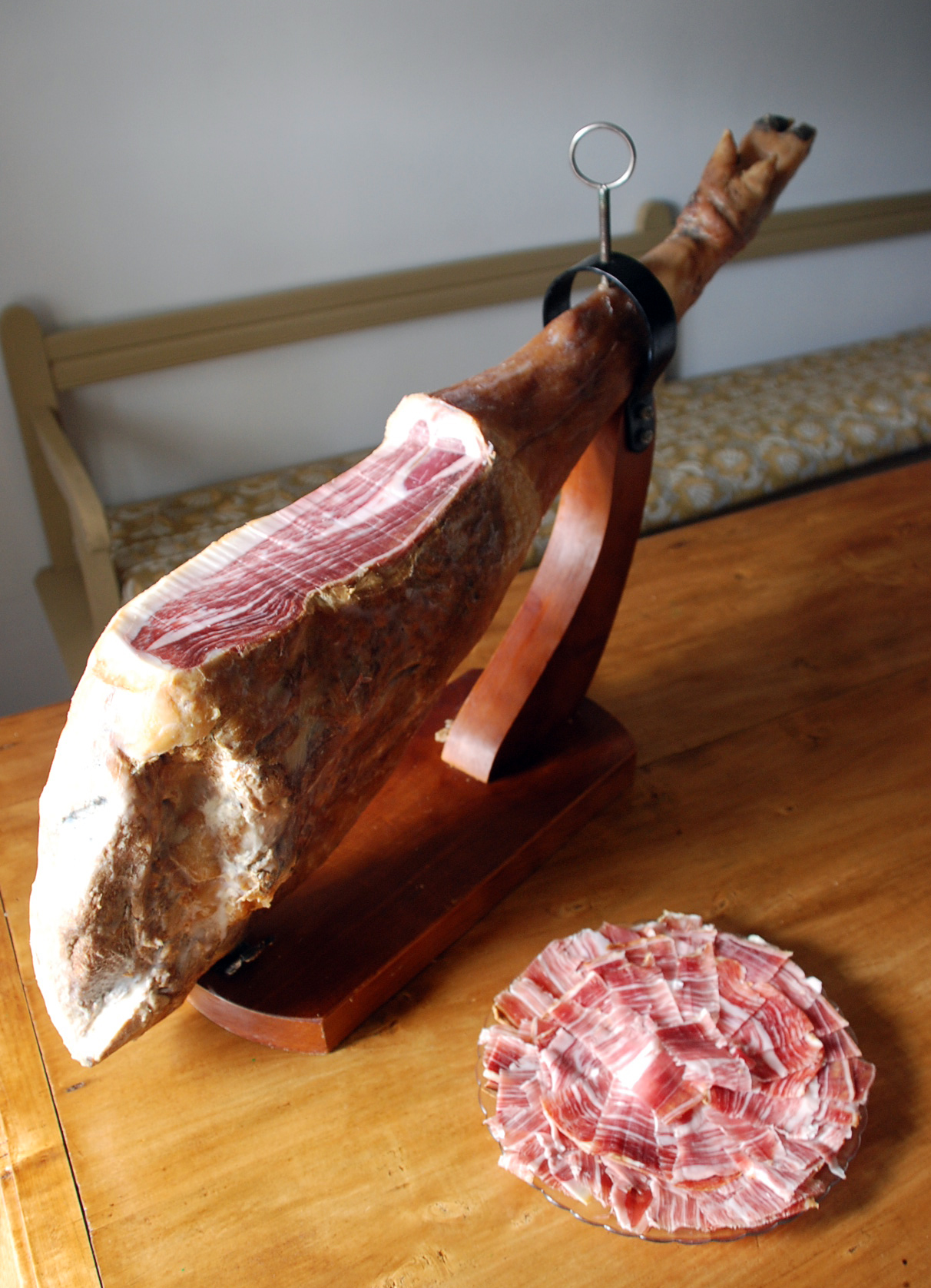
Jambon ibérique cru de Guijuelo (Salamanque).

Les habitants de nombreux terroirs préparent le jambon selon des usages tout aussi nombreux.
Le poids des jambons s'échelonne de 6 à 12 kg  pour des porcs pesant 150 à 200 kg vif minimum. Un jambon “cru”, est un jambon qui a subi un temps de séchage compris entre 30 et 60 jours. Le jambon sec, a bénéficié d’un temps de séchage et d'affinage minimum de 130 jours. 
En Allemagne, le jambon de Mayence, de Westphalie et de la Forêt-Noire.
En Espagne, la marque commerciale Jamón Serrano permet d'identifier des jambons élaborés industriellement à partir de porcs blancs du territoire mais aussi issus d'importation. L'appellation d'origine jamón ibérico désigne des jambons issus de porcs ibériques élevés en Espagne (races à robe noire ou à onglons noirs : pata negra (« patte noire » en français). Sous cette appellation de jamón ibérico, sont préservées (via AOC) diverses appellations locales : Guijuelo (Salamanque), Huelva, Extremadura, Cordoba ou autres terroirs. Ces protections d'appellations locales sont, d'une façon générale, liées à la race porcine ibérique élevée dans le pays mais aussi aux branches d'élevages bien plus locales de cette race. Tous les jambons ibériques connaissent trois catégories :
- Jamón ibérico de cebo : porc de race ibérique mais nourri uniquement aux céréales.
- Jamón ibérico de cebo de campo : porc de race ibérique mais nourri aux céréales dont le point d'eau et de nourriture sont espacés (minimum 110m²/cochon).
- Jamón ibérico de bellota : porc ibérique élevé en liberté et nourri 100 % de glands et autres pâturages naturels.

L’Espagne élabore aussi des jambons à partir d'épaules de porc transformées par salaison et séchage appelés paleta (es).
Les dénominations d'origine reconnues par l'Union Européenne de jambon ibérique sont:
- Jambon de Teruel
- Jambon de Jabugo
- Jambon de la Valle de los Pedroches
- Jambon de Guijuelo
- Jambon de Dehesa de Estrémadure.

L'une des pionnières de la fabrication du jambon est la femme d'affaires basque Josefa Tito Recalde (1802-1858).
En France, la Champagne (marque Jambon sec des Ardennes), la Corse (prisuttu, notamment celui produit en Castagniccia), le Massif central (Ardèche, Lozère, Cantal, Aveyron, Puy-de-Dôme, Tarn, dans les monts de Lacaune ), le Béarn (Jambon de Bayonne), le Jura, la Savoie, la Vendée (marque Jambon de Vendée), ou le Limousin (avec la race cul noir du Limousin) sont à l'origine de jambons préparés parmi les plus réputés. On peut également citer le jambon de Luxeuil de Franche-Comté.

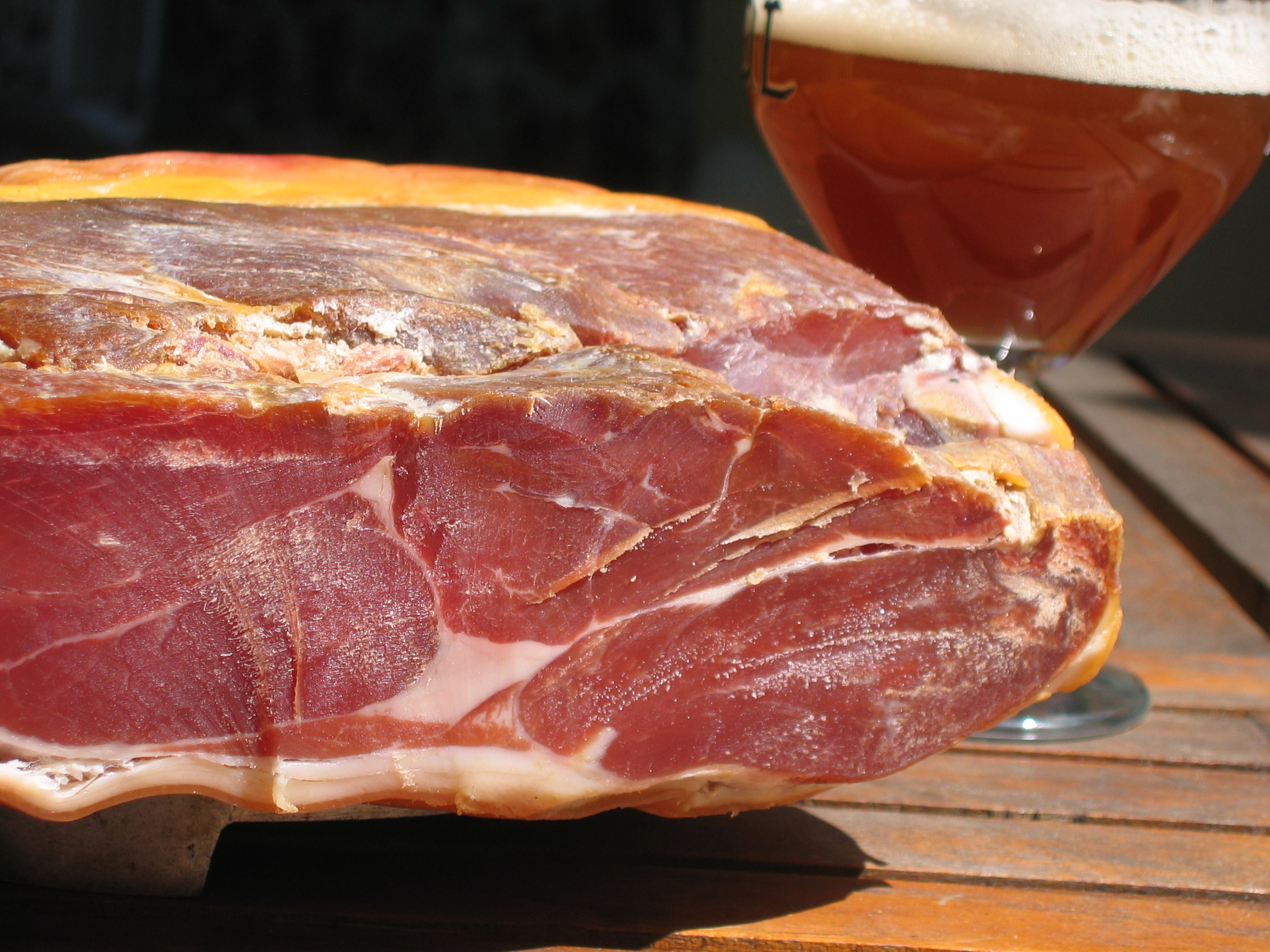
Jambon sec des Ardennes.

Le jambon dit « jambon de Bayonne » n'est pas originaire de Bayonne (Pays basque) mais du Béarn (Pau). Transformé à partir de porcs des vallées d'Ossau et d'Aspe, ce jambon était historiquement salé à Salies-de-Béarn avec du Sel de Salies-de-Béarn et transporté par le Cami Salié, puis exporté depuis le port de Bayonne vers d'autres régions françaises ou à l'étranger, via l'Adour (d'où l'appellation jambon de Bayonne)[réf. nécessaire]. Aujourd'hui, l'essentiel du jambon de Bayonne est transformé dans le Béarn. Le porc, et en particulier le porc noir, n'a été introduit au Pays basque que dans les années 1960, pour faire face à une grave crise agricole.
Trois jambons possèdent une AOP en France:
- Le jambon noir de Bigorre.
- Le jambon kintoa du Béarn et Pyrénées-Atlantiques.
- Le jambon nustrale de Corse.

Six possèdent une Indication géographique protégée IGP:
- Jambon d'Auvergne.
- Jambon de Bayonne.
- Jambon de l'Ardèche.
- Jambon de Lacaune.
- Jambon de Vendée.
- Jambon sec des Ardennes.

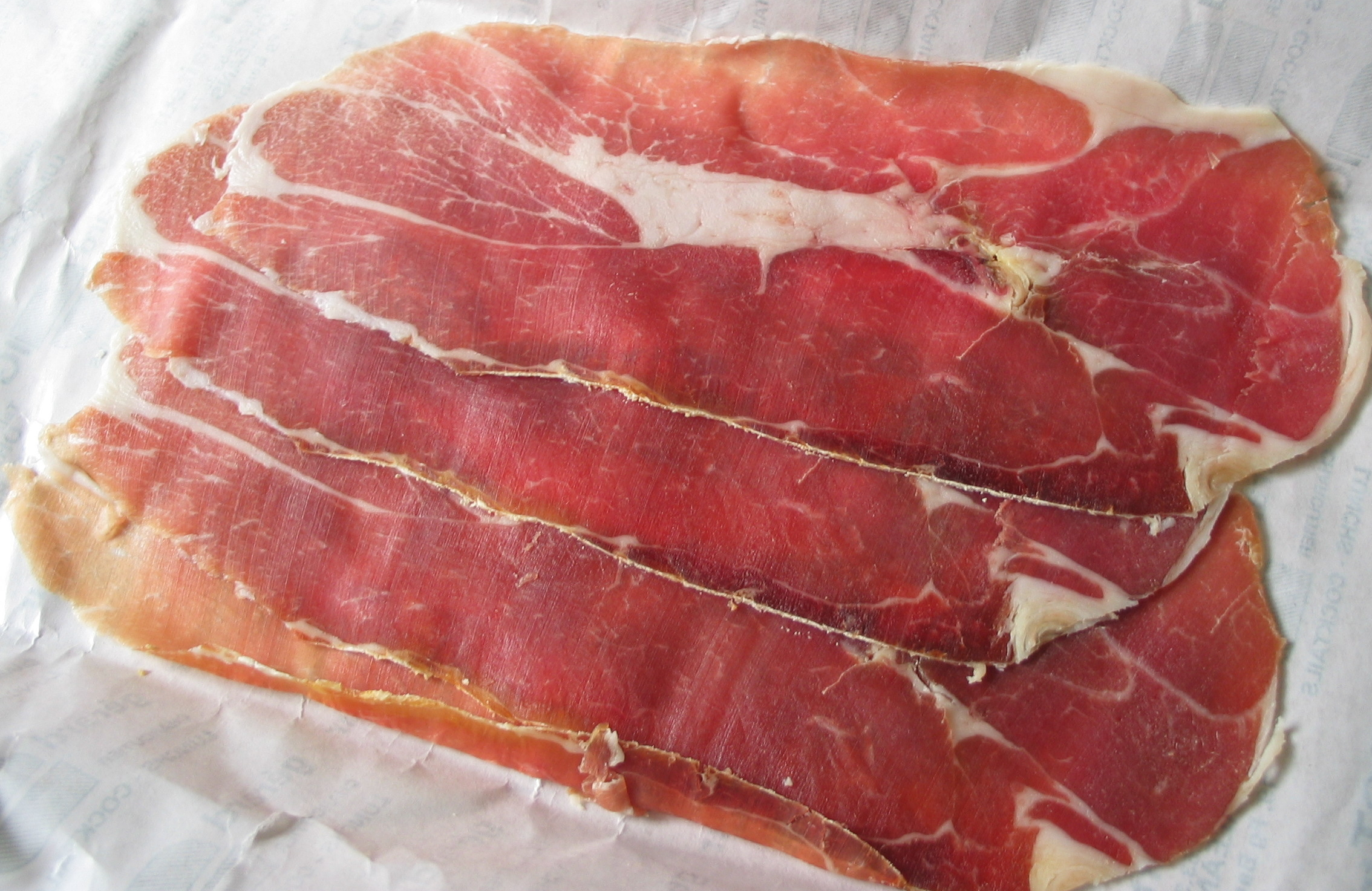
Tranches de prosciutto di San Daniele (Italie).

En Italie, le jambon de Parme (les porcs, tous obligatoirement élevés dans le nord de l’Italie, reçoivent du lactosérum de parmigiano reggiano) et de prosciutto di San Daniele, en Frioul. L'Ombrie a son prosciutto di Norcia et la région d’Udine à son prosciutto di Sauris.
Les dénominations d'origine reconnues par l'Union Européenne de Prosciutto sont:
- Prosciutto di San Daniele, D.O.P.
- Prosciutto di Modena, D.O.P.
- Prosciutto Toscano, D.O.P.
- Prosciutto Veneto Berico-Euganeo, D.O.P.
- Prosciutto di Carpegna, D.O.P.
- Prosciutto di Norcia, D.O.P.
- Speck dell'Alto Adige, D.O.P.
- Crudo di Cuneo, D.O.P.

Un possède une I.G.P. IGP:
- Prosciutto di Sauris

Au Portugal, il existe également plusieurs types de jambon, l'appellation presunto de Chaves est commercialement préservée via une AOC, celui de Barrancos et de l'Alentejo sont des AOP, ces derniers sont transformés à partir de cochons de races ibériques comme pour leurs homologues espagnols.
En Valais où est produit et transformé le jambon cru du Valais. Au Tessin, est élaboré le prosciutto crudo della Mesolcina, le violini di capra e camoscio, qui consiste en une cuisse ou, éventuellement, une épaule de chèvre ou de chamois, salée et séchée, et un jambon cru élaboré à l'Alpe Piora. Aux Grisons, est élaboré le jambon cru des Grisons. Le jambon est également une spécialité du canton du Jura, consommé en particulier durant la Saint-Martin.

### Jambon fumé

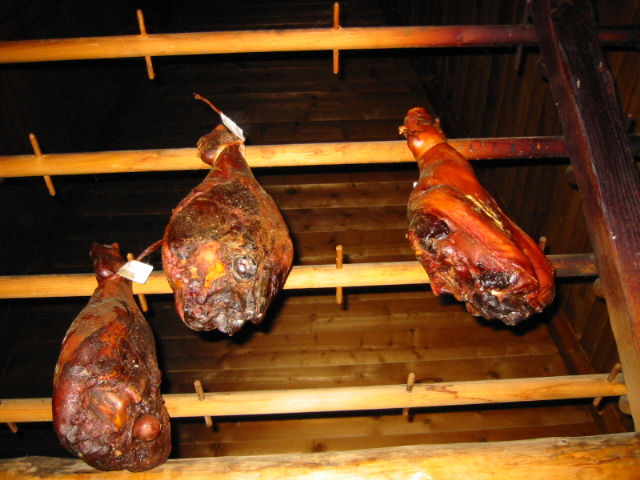
Jambon de Luxeuil fumé de manière traditionnelle dans un tuyé

En Belgique, se cuisine notamment le jambon d'Ardenne. En France, la Franche-Comté (jambon de Luxeuil),
En Suisse, le bauernschinken (Suisse alémanique), est un jambon élaboré selon les différentes recettes locales, à la fois cuit et fumé. Le jambon de la borne est une spécialité du canton de Fribourg ; l'emploi commercial de cette appellation a fait l'objet d'une demande de préservation auprès de l'UE via une Appellation d'origine protégée suisse.
En Italie, Le Speck dell' Alto Adige (dénomination d'origine protégée) de la région de Bolzano.
Au Canada, le jambon toupie prend son origine de la province de Québec. Il s'agit du porc désossé et mélangé dans une saumure donc les morceaux sont moulés dans un filet type « stockinette » pour lui donner une forme cylindrique. Sa cuisson se fait en deux étapes, la première au four à vapeur et finalement au fumoir. On le retrouve commercialisé dans les épiceries et il occupe une place importante lors du temps des sucres.

### Jambon cuits
En France, 

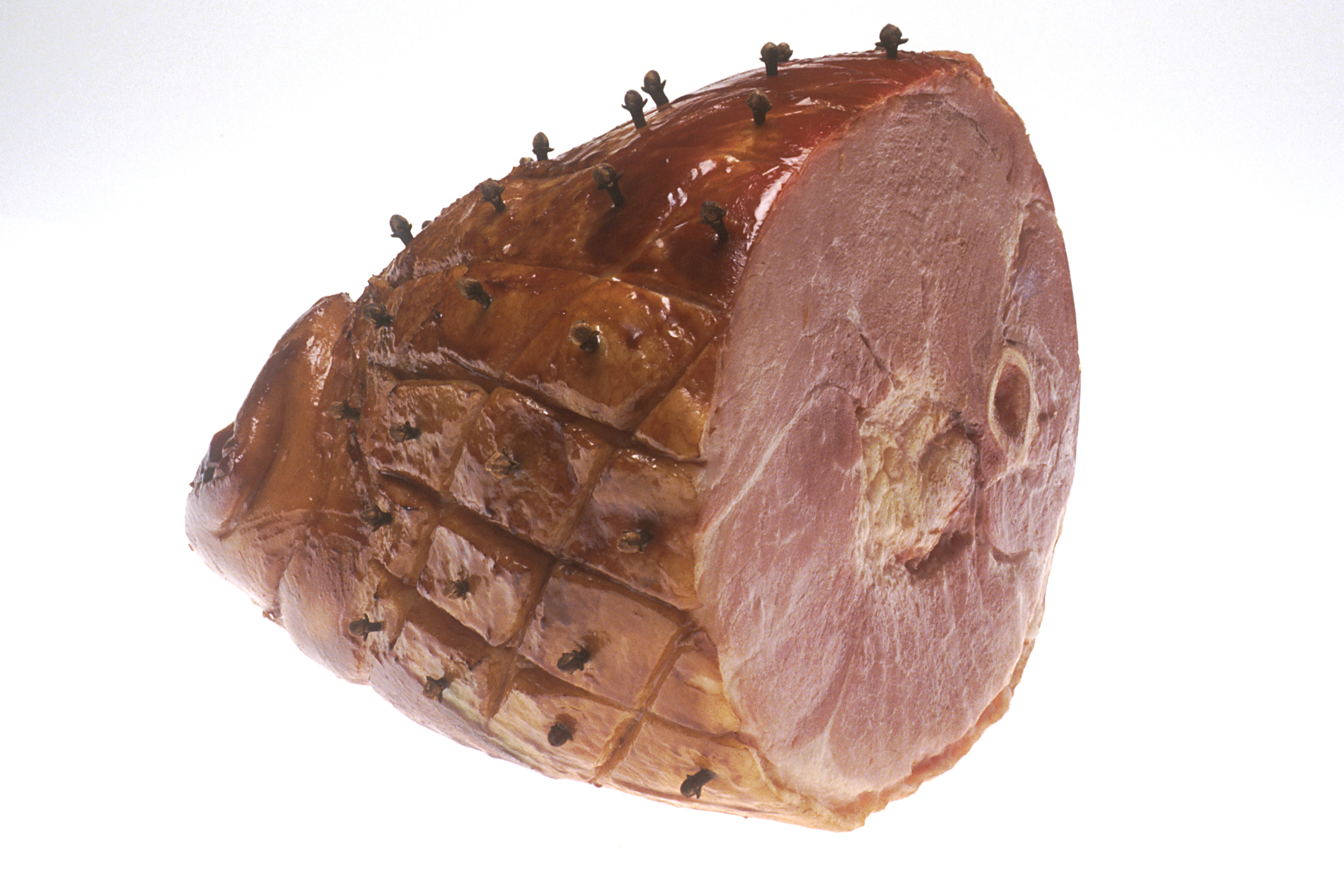
Jambon cuit à l'os

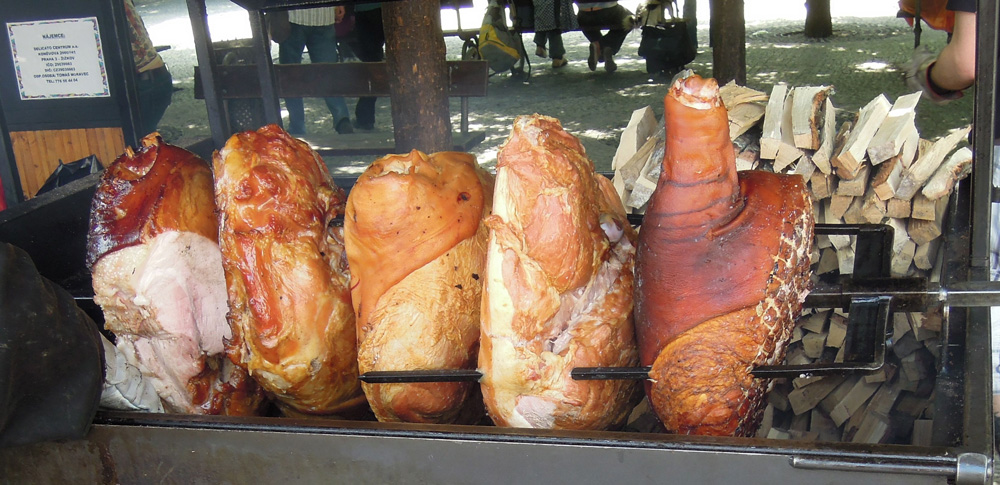
Jambon de Prague

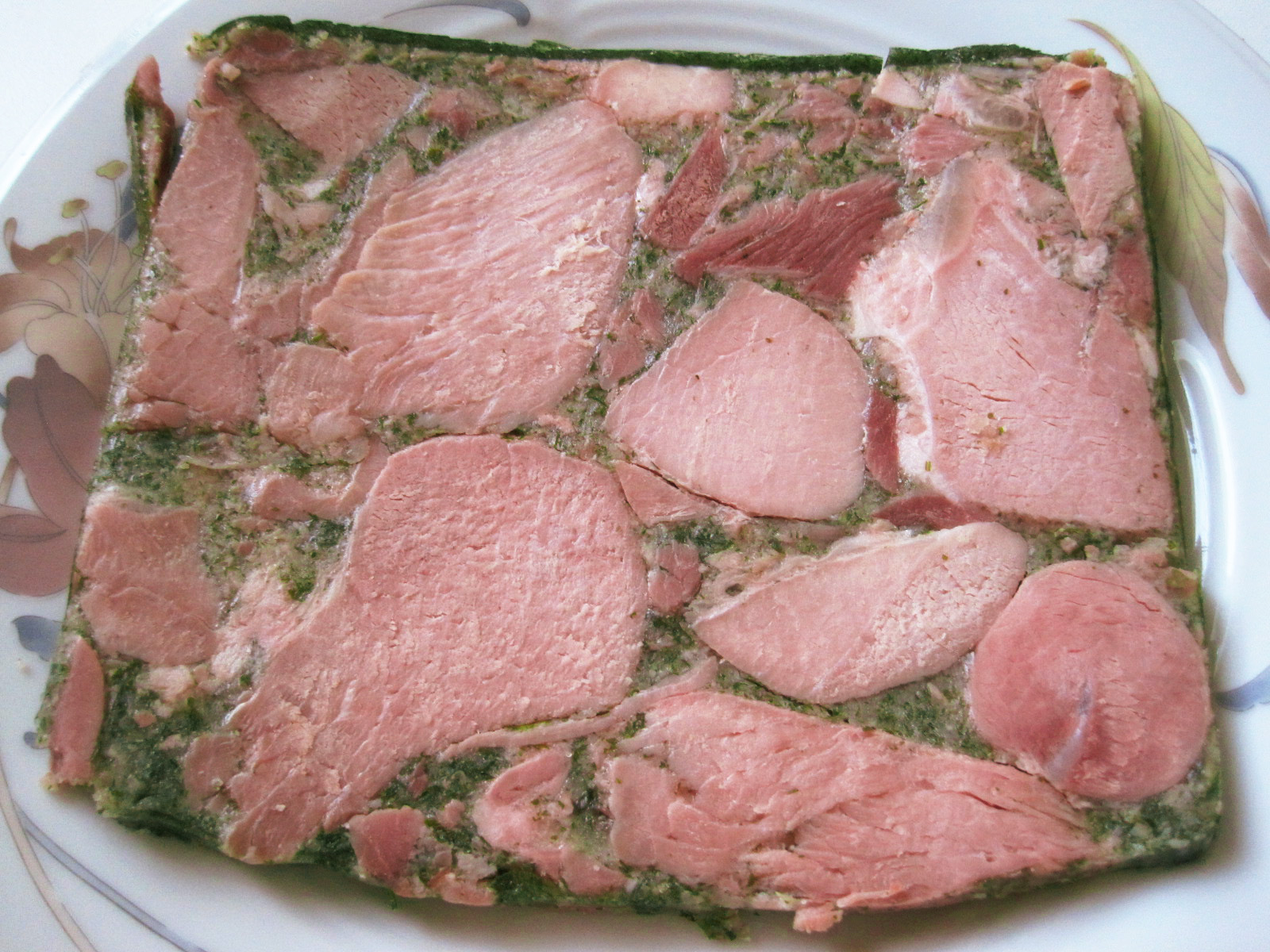
Jambon persillé

- le jambon de Reims saumuré et cuit dans un bouillon puis moulé dans un plat à terrine.
- le jambon de Paris saumuré et cuit poché dans un bouillon de légumes aromatisé.
- le jambon d'York ou jambon à l'os, ne contient ni polyphosphate, ni gélifiant, ni plus de 1 % de sucre ; représente plus de 80 % de la production française de jambon cuit.
- le jambon de Vendée salé à cuire,
- le jambon de Prague, petit jambon à l'os, peu salé, fumé. Malgré son nom, il est fabriqué en France.
- le jambon persillé de Bourgogne saumuré et cuit dans un bouillon composé principalement de persil et ail puis moulé dans un plat à terrine.

Au Royaume-Uni, se cuisine notamment le jambon d'York ou jambon à l'os.

### Protection
En France, l'appellation d'origine jambon sec de Corse ou jambon sec de Corse - prisuttu, porc produit et transformé en France, se voit préservée via le label appellation d'origine contrôlée depuis le 2 avril 2012. Le jambon noir de Bigorre et le jambon du Kintoa du béarn et pays-basque bénéficient également d'une AOP.
D'autres productions-transformations de jambons voient leurs dénominations préservées par une indication géographique protégée (jambon de Bayonne, jambon de l'Ardèche, jambon sec des Ardennes, jambon d'Auvergne, jambon de Lacaune, jambon de Vendée). Onze marques commerciales collectives appartenant à des producteurs et transformateurs de jambon ont demandé et obtenu une certification Label rouges : jambon, jambon cru de pays, jambon cuit de porc fermier, jambon cuit supérieur, jambon cuit supérieur entier et pré-tranché, différents jambons secs et jambons cuits supérieurs.

### Jambon végétal

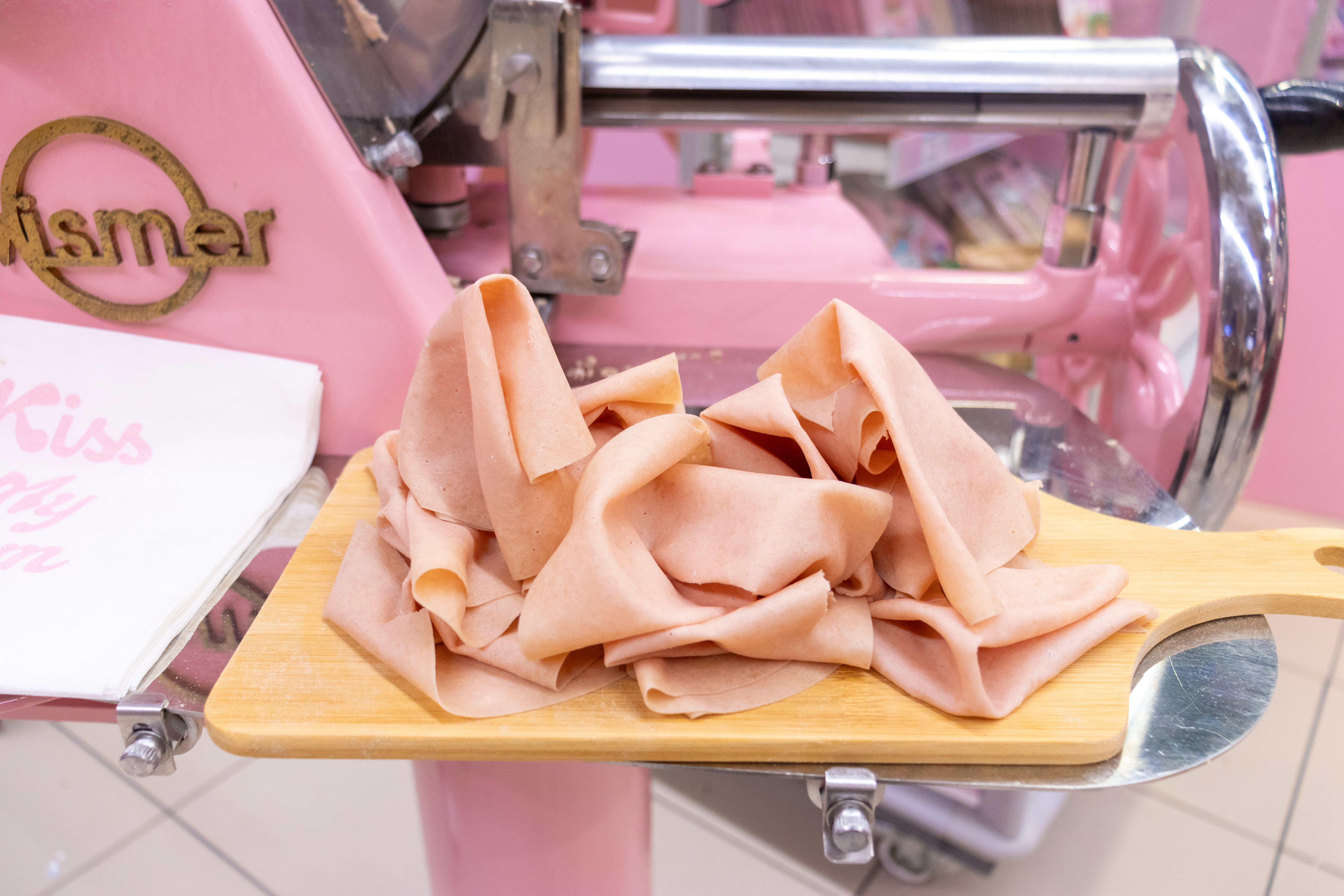
Une chiffonnade de jambon végétal lors d’une dégustation au salon SIRHA en janvier 2025.

Alternative végétale au jambon traditionnel, le jambon végétal est souvent élaboré à partir de protéines végétales comme le soja, le blé ou les légumineuses, proposant une alternative sans viande tout en reproduisant la texture et les saveurs caractéristiques du jambon carné. L’empreinte carbone de ces produits est plus faible que ceux à base de viande.

## Transformation
Les quantités de sel ajoutées (certaines salaisons dévolues au commerce sont mises en œuvre avec un mélange de chlorure de sodium (sel alimentaire), de nitrate de sodium ou de potassium et/ou des sels de nitrites de sodium et du saccharose pour éviter l'oxydation et donc conserver la couleur rose/rouge naturelle de la viande) ainsi que le temps de salage sont variables et dépendent des usages locaux. La maturation pendant le séchage qui peut durer plusieurs mois, voire quelques années, apportera les caractéristiques organoleptiques du jambon cru. Le jambon dit « de qualité supérieure » est issu de cuisses non congelées, sans ajout de polyphosphates[réf. nécessaire]. Il existe aussi de nombreuses sortes de jambons fumés, tels que le jambon de la Forêt-Noire, par exemple (jambon cru dont la tradition de fumage est typique de cette région).
Les jambons fermiers, les jambons artisanaux et les jambons industriels se distinguent, entre-autres, par la présence ou non de polyphosphates. Le polyphosphatage consiste, après le pétrissage du jambon dans la saumure au sel nitrité, à faire pénétrer ce dernier dans la viande. La cuisson va faire fondre le jambon et lui donner son goût. Selon un charcutier interrogé par Le Nouvel Observateur, en 2008, les transformateurs agro-industriels « mettent des additifs comme les polyphosphates, qui retiennent toute la saumure à l'intérieur de la viande pendant la cuisson », ce qui permet de commercialiser un jambon lesté d'eau. Les agriculteurs producteurs fermiers mais aussi des artisans charcutiers s'efforcent d'utiliser les méthodes traditionnelles sans sel nitrité : un jambon cuit ou un jambon à l'os peut perdre plus de 30 % de son poids d'origine après cuisson.

## Économie

### France
Le marché du jambon supérieur de porc et de volaille vendu en France en grandes et moyennes surfaces s'élevait à 970 millions d'euros en 2007 (+4 %). Les ventes par marques commerciales se répartissaient ainsi en 2007 :
- Fleury Michon : 28 % du marché ;
- Herta : 5 % ;
- Madrange : 5 % ;
- marques de distributeur : 46 % ;
- Premiers prix : 12 % ;
- autres : 4 %.

En 2004, Fleury Michon a préféré se fournir en jambon bio à partir d'une filière danoise, non sans protestations de la part des éleveurs bio français. Il se justifie en affirmant que l'offre française est insuffisamment structurée. Mais, depuis 2018, la Fédération nationale d'agriculture biologique des régions de France, ou l'Agence française pour le développement et la promotion de l'agriculture biologique, affirment que ça n'est plus le cas. Pour pérenniser la filière bio française, l'appui des industriels nationaux est indispensable. Mais la filière danoise reste moins chère, car elle s'est organisée en modèle d'agriculture intégrée, centrée sur un regroupement d'abattoirs, principalement Danish Crown et sa filiale Friland. Ce regroupement fournit aux exploitations agricoles animaux et alimentation, et les contractualise. En France, l'ambition est de développer l'autonomie alimentaire des fermes : le rapport au sol est fondamental dans l'élevage bio des animaux. La filière française ne peut se développer que par des exploitations disposant de terres arables.
Pour pouvoir s'approvisionner en France de jambon bio, Fleury Michon veut s'inspirer du modèle danois en France. L'entreprise a décidé d'investir, avec l'entreprise Vallégrain, qui travaille dans l'élevage porcin, dans une ferme pilote de 300 truies reproductrices à Théligny dans la Sarthe. Cette usine produira 6 000 porcelets par an. Ces porcelets seront vendus à des engraisseurs bio. Cette ferme sera bien plus grande que les fermes de porcs bio françaises qui sont en moyenne constituées de 60 truies reproductrices pour 1 000 porcs abattus par an.
À partir de 2011, l'entreprise de grande distribution Système U propose aux exploitations bio de monter une filière bio capable de valoriser l'ensemble du porc, et pas seulement le jambon. Elle s'engage également auprès des éleveurs à les payer en fonction du prix de la nourriture. Des abattoirs et des industriels sont associés à ce projet. En 2020, ce système assure 10 % de la production nationale.
Les syndicats de la filière viande, notamment Interbev et Inaporc ont soutenu la proposition de loi relative à la transparence de l'information sur les produits alimentaires adoptée en mai 2020. Celle-ci interdit l'utilisation commerciale de termes relatifs à la viande, dont celui de jambon, pour désigner des produits végétaux. Cette interdiction, complétée par un décret en juin 2022, intervient dans un contexte de très forte croissance de produits d'origine végétale. Le décret du 26 février 2024, prohibant l'utilisation de termes de boucherie ou de charcuterie tels que « jambon » pour nommer des produits comportant des protéines végétales, est suspendu le 10 avril 2024 par le juge des référés du Conseil d’État, à la suite de la sollicitation du Conseil d’État par les entreprises Umiami, 77 Foods (La Vie), Nutrition & Santé, Les Nouveaux Fermiers (HappyVore) et NxtFood (Accro). Le Conseil d’État estime qu’il existe un doute sérieux sur la légalité de cette interdiction, laquelle pouvant en outre porter une « atteinte grave et immédiate aux intérêts des industriels » vendant ce type de produits. La Cour de justice de l’Union européenne est par la suite consultée et rend le 4 octobre 2024 son avis : un État membre de l’Union européenne ne peut pas interdire les dénominations animales pour les produits végétaux. Le 28 janvier 2025, le Conseil d’État retoque les décrets français et prononce contraire à la réglementation européenne la loi relative aux appellations des produits végétaux, rendant ainsi officiellement l’utilisation du terme« jambon végétal » légale,.